# Yves Ezanno
Yves Ezanno (Clamart, 14 juillet 1912 - Fréjus, 20 octobre 1996) est un militaire français, Compagnon de la Libération par décret du 20 novembre 1944. Aviateur rejoignant le général de Gaulle dès le mois de juin 1940, il combat en Afrique et au Moyen-Orient avant de rejoindre le front de l'ouest où il s'illustre au-dessus de la France et des Pays-Bas. Restant dans l'armée après 1945, il participe aux guerres d'Indochine, de Corée et d'Algérie. Parvenu au grade de Général de Corps Aérien, il se retire de l'armée et conserve des fonctions dans l'aéronautique civile avant de s'éteindre en 1996.

## Biographie

### Avant-guerre
Né le 14 juillet 1912 à Clamart d'un père inspecteur des PTT, Yves Ezanno passe son enfance à Angers, Nantes et Rennes. Après avoir obtenu une licence et un doctorat en droit à la faculté de Rennes, il entre au barreau de Nantes en tant qu'avocat stagiaire. Il intègre ensuite une préparation militaire supérieure à l'issue de laquelle il entre à l'école des officiers de réserve d'Avord le 15 octobre 1936. En avril 1937, après avoir obtenu un brevet d'observateur et été promu sous-lieutenant, il est affecté à la 21e escadre de bombardement. Breveté pilote en avril 1939, il est promu lieutenant et muté à l'école de pilotage no 101 de Saint-Cyr-l'École où il exerce la fonction d'officier instructeur de tir.

### Seconde guerre mondiale
En 1940, lors de l'invasion allemande, l'école se replie sur Royan. Entendant le maréchal Pétain annoncer à la radio l'armistice à venir, il décide de poursuivre le combat et s'envole vers l'Angleterre avec plusieurs de ses camarades dont le futur ministre de la défense Jacques Soufflet. Engagé dans les Forces françaises libres dès leur création, il effectue un stage sur Spitfire avant d'être projeté en Afrique où il participe à l'expédition de Dakar. Il débarque en octobre 1940 au Cameroun puis, au sein du Groupe Mixte de Combat no 1 du lieutenant-colonel de Marmier dont il commande la 4e escadrille, il opère au-dessus du Gabon. Au début de l'année 1941, il remplace le lieutenant Guigonis à la tête du détachement chargé de la surveillance anti-sous-marine au Gabon et au Moyen-Congo puis il rejoint le Squadron no 39 britannique dans lequel il est affecté à la 2de escadrille française de bombardement. Avec cette unité, il combat au-dessus de la Libye.
En septembre 1941, Yves Ezanno est muté dans l'escadrille "Nancy" du Groupe de bombardement Lorraine tout juste créé. Toujours en Libye dans le cadre de la guerre du désert, il réalise 43 missions dans les cieux de Sidi-Rezegh, Benghazi, Agebadia et du col d'Halfaya. En février 1942, alors que le groupe Lorraine est placé en repos, il désire ne pas faire de pause dans les combats et se fait muter au Groupe de chasse Alsace dont il prend le commandement de l'escadrille "Strasbourg" après avoir été promu capitaine. À la tête de celle-ci, il continue les missions au-dessus de l'Afrique du nord, participant notamment à la première bataille d'El Alamein. En octobre 1942, le groupe de chasse Alsace est déplacé en Angleterre en vue des entraînements préparatoires aux futures offensives en Europe. En mars 1943, il est formé sur bombardier Douglas A-20 Havoc, ce qui lui donne l'occasion de retrouver brièvement son ancien groupe de bombardement Lorraine dont il commande pendant trois mois l'escadrille "Metz". Affecté ensuite dans une Operational Training Unit, il apprend le maniement du Hawker Typhoon puis rejoint les rangs du Fighter Squadron no 198 de la Royal Air Force dont il prend le commandement trois mois plus tard. Le 28 mai 1944, il parvient à détruire un poste d'état-major allemand puis s'illustre à nouveau le 6 juin 1944 lorsqu'il soutient depuis les airs les troupes du débarquement de Normandie en s'attaquant aux chars et véhicules blindés ennemis. Par la suite, il continue les missions au-dessus de la Normandie à Lisieux, Cherbourg, Caen, Mortain et Falaise. Il suit ensuite la progression des troupes alliées et se trouve au-dessus de Dunkerque puis des Pays-Bas. Le 4 novembre 1944, dans le ciel de Walcheren, son avion est abattu. Malgré ses blessures, il parvient à rejoindre ses lignes mais son état physique le rend indisponible pour le combat jusqu'en février 1945.

### Après-guerre
Yves Ezanno prend le commandement de l'école de chasse de Meknès en juin 1945 puis se voit promu lieutenant-colonel en septembre. Désigné inspecteur de l'aviation de chasse entre 1949 et 1952, il est engagé en Indochine et en Corée. De retour en France, passé colonel, il devient le commandant de la Base aérienne 113 Saint-Dizier-Robinson puis rejoint les rangs du SHAPE où il est chef des opérations de la 4th Tactical Air Force. De 1957 à 1959, il prend part à la guerre d'Algérie, commandant notamment le Groupe aérien tactique no 2 dans la région d'Oran. Durant cette période, il est nommé général de brigade aérienne. De retour dans les rangs de l'OTAN en 1960, il y exerce la fonction de sous-chef d'état-major de la section opérations et entraînements puis part à Washington en tant qu'adjoint au chef de la délégation française du groupe permanent du pacte Atlantique après avoir été promu général de division aérienne. À nouveau promu au rang de général de corps aérien en 1962, il occupe le poste de commandant de la défense aérienne française à la base de Taverny à partir de mars 1964. Il est ainsi successivement en contact à Washington avec Xavier Deniau puis à Taverny travaille sous le commandement de Michel Giraud. 
Dans le même temps, il est appelé à siéger au Conseil Supérieur de l'Air. Atteint par la limite d'âge en 1967, il quitte le service actif avec plus de 5 200 heures de vol et 412 missions de guerre.
Restant cependant dans le milieu aéronautique, Yves Ezanno devient Président-directeur général de l'Office français d'exportation de matériel aéronautique. Il en devient Président d'honneur en 1979. Membre du conseil de l'Ordre national de la Légion d'Honneur de 1968 à 1979 et du conseil de l'Ordre national de la Libération depuis 1969, Yves Ezanno meurt le 20 octobre 1996 à Nice et est inhumé à Aix-en-Provence.

## Décorations
|  |  |  |
|  |  |  |
|  |  |  |
|  |  |  |
|  |  |  |
|  |  |  |

| Grand-Croix de la Légion d'Honneur                   | Grand-Croix de la Légion d'Honneur                   | Compagnon de la Libération                                           | Compagnon de la Libération                                           | Croix de Guerre 1939-1945                                                   | Croix de Guerre 1939-1945                                                   |
| Croix de guerre des Théâtres d'opérations extérieurs | Croix de guerre des Théâtres d'opérations extérieurs | Croix de la Valeur militaire                                         | Croix de la Valeur militaire                                         | Croix du combattant volontaire                                              | Croix du combattant volontaire                                              |
| Croix du combattant volontaire de la Résistance      | Croix du combattant volontaire de la Résistance      | Médaille de l'Aéronautique                                           | Médaille de l'Aéronautique                                           | Croix du combattant                                                         | Croix du combattant                                                         |
| Médaille coloniale Avec agrafe "Libye"               | Médaille coloniale Avec agrafe "Libye"               | Médaille commémorative des services volontaires dans la France libre | Médaille commémorative des services volontaires dans la France libre | Médaille commémorative des opérations de sécurité et de maintien de l'ordre | Médaille commémorative des opérations de sécurité et de maintien de l'ordre |
| Distinguished Flying Cross "with Bar" (Royaume-Uni)  | Distinguished Flying Cross "with Bar" (Royaume-Uni)  | Africa Star (Royaume-Uni)                                            | Africa Star (Royaume-Uni)                                            | Distinguished Flying Cross (États-Unis)                                     | Distinguished Flying Cross (États-Unis)                                     |
| Croix de Guerre (Belgique)                           | Croix de Guerre (Belgique)                           | Ordre de l'Aigle blanc (Serbie)                                      | Ordre de l'Aigle blanc (Serbie)                                      | Commandeur de l'Ordre du Ouissam Alaouite (Maroc)                           | Commandeur de l'Ordre du Ouissam Alaouite (Maroc)                           |

## Hommages
Une rue porte son nom à Arromanches-les-Bains (Calvados).